# Distretto di Hoi
Il distretto di Hoi (宝飯郡, Hoi-gun?) è stato uno dei distretti della prefettura di Aichi, in Giappone.
Il 1º febbraio 2010 il suo unico comune, Kozakai, è stato assorbito dalla città di Toyokawa ed il distretto è stato soppresso.